# Piper dominantinervium
Piper dominantinervium är en pepparväxtart som beskrevs av Chaveer. & Mokkamul. Piper dominantinervium ingår i släktet Piper och familjen pepparväxter. Inga underarter finns listade i Catalogue of Life.